# ヒ素中毒
ヒ素中毒（ヒそちゅうどく）とは、ヒ素の生体毒性によって生じる病態であり、症状は多岐にわたるが、重篤な場合は重要な代謝酵素が阻害され多臓器不全を生じることなどにより死に至る。主に阻害されるのはリポ酸を補酵素として用いる酵素で、ピルビン酸脱水素酵素やαケトグルタル酸脱水素酵素などである。このため、ピルビン酸や乳酸など脱水素反応の基質が蓄積する。特に脳への影響が大きく、神経学的症状が現れる場合もある。

## 急性期の症状
ヒ素中毒の急性期の症状は以下のようなものがあるがこれらがすべてではない。また必ずしもすべての症状を伴うわけではない。森永ヒ素ミルク中毒事件が有名であるが、最近の事件としては和歌山毒物カレー事件がある。後者の急性期の症状の報告を後に述べる。
なお、急性期を過ぎて数年から数十年経過すると慢性期の症状が発症する。それは急性期とは全く別であり、別項に記載する。

### 主な症状
- 腹痛、腹部の圧痛や膨満感
- 嚥下障害、食道逆流、悪心、胸焼け
- 唾液の過分泌
- 嘔吐（吐瀉物は緑や黄色がかった色でしばしば血液が付着）
- 喉の違和感（乾燥感や緊張感）
- 口渇
- 発熱
- 嗄声、発語困難感
- 下痢、テネスムス（しぶり腹）、肛門の表皮剥脱
- 泌尿器の焼けるような痛み
- 痙攣、筋強直
- 粘調な発汗
- 四肢の紫斑
- 無表情
- 目の充血
- 譫妄
- 意識混濁
- 多臓器不全

### 和歌山毒物カレー事件
- 最初の２週間に出現したもの　文献には％が書かれている[1]。
- 胃腸障害（吐気、嘔吐、腹痛、下痢）、精神神経学的症状（衰弱感(Weakness)、 頭痛、麻痺、知覚異常、痙攣、精神障害）、皮膚科学的症状（発疹、粘膜疹）、電解質異常（低カリウム血症、高リン酸血症）、血液学的症状（白血球増多、白血球減少、血小板減少、貧血）、肝機能変化（ASTの増加、ALTの増加）、心臓血管系変化（低血圧、QT延長、T波異常、STセグメント異常）、肺（心臓肥大、肺水腫、胸水）
- 皮膚科的変化としては、事件後２週間までに、結膜下出血、紅斑(flushing syndrome)、顔面の浮腫、斑丘疹性発疹、ヘルペス感染、末端の表皮剥離、脱毛症、口内炎が観察された。
- また、これらに加え、事件後３か月までに、爪甲横溝、爪横白線、爪白斑、爪異栄養症、爪周囲への色素沈着、炎症後色素沈着、ざ瘡様発疹、炎症後色素脱失、口唇の色素過剰が観察された。

## 検査と治療

### 検査
ヒ素中毒の疑いがあるときは、直ちに病院を受診することが大切である。ヒ素中毒の検査法のひとつは、毛の検査である。ヒ素が血中に入ると、毛に取り込まれ、何年もそこに留まる 。急性期は毛と爪の検査が意義があるが、何十年も経過した慢性ヒ素中毒では、通常検出できない。ヒ素の汚染源の検査も重要である。

### 治療
治療薬もいくつか開発されている。ジメルカプロールやジメルカプトコハク酸（DMSA・通称Succimer）はキレート剤で、ヒ素を血中の蛋白質から隔離する作用があり、急性中毒に用いられる。副作用の筆頭は高血圧である。ジメルカプロールのほうが、DMSAよりも副作用が大きい。
Food and Chemical Toxicology誌で、カルカッタのインド生物化学研究所のケヤ・チョードリ (Keya Chaudhuri) らは、ラットに毎日ヒ素を含む水を飲ませた実験を報告している。ヒ素濃度は、バングラデシュや西ベンガル地方の地下水と同様とした。同時にニンニク抽出物を与えたラットでは、対照区と比較して血液と肝臓のヒ素が40%減少しており、尿への排泄が45%増加していた。ここから、ニンニクに含まれる硫黄化合物が組織や血液からのヒ素排出を促したと考察している。論文では、
合763mg/kg 、腹腔内投与の場合は13mg/kgである。体重70kgのヒトの場合、経口摂取の場合で約53って取って代わられた。）
また、各種の強壮剤(patent medicine) にも含まれていた。化粧品としても利用され、ビクトリア朝時代には、酢と石灰とヒ素の混合物を塗って、皮膚を白くしようとする女性がいた。ヒ素を使って皮膚の老化としわを抑えようとしたわけだが、ヒ素の一部はどうしても血中に吸収されてしまう。
色素の中には、ヒ素化合物を含むものもある。有名な例は、エメラルドグリーン（Paris Green）・シェーレグリーン（Scheele's Green）である。画家や職人の中毒事故のうち、この種の色素への暴露が原因だったものも少なくない。
現代では半導体製造プロセスのハイテク産業においてヒ素化合物が汎用されている（アルシン等）。これらは非常に毒性が高いものが多く、取り扱い過程で厳重な注意が払われている。

## 慢性ヒ素中毒

### はじめに
慢性ヒ素中毒は高濃度のヒ素を含有する水の長期間の飲用によって生じる。これは地下水のヒ素汚染が原因となることがある。
他の色々な原因で体内にヒ素が入り、年月がたつと慢性ヒ素中毒の症状が出現する。
現にヒ素の摂取が進行中の場合は、汚染源に対する対策が必要である。症状が高度になると、癌や四肢末端の壊疽が発生するので早急な治療が必要である。

### 慢性ヒ素中毒の症状
ヒ素侵入後数年～十数年して、慢性ヒ素中毒が発生する。症状として皮膚の色素沈着(点状またはびまん性）、白斑（点状または雨だれ状）、盛り上がった硬化（keratosis,角化症）、ボーエン病、皮膚癌（基底細胞癌、有棘細胞癌）、肺癌、腎臓癌、膀胱癌、壊疽などが発生する。皮膚の変化の部位は露出部もあるが、特に衣服に覆われている部分に出現する場合も多い。症状が複数みられたり、多発することもある。
皮膚の変化は、長年にわたってヒ素そのものが既に生体から消失しても診断の根拠になるので、重要な所見である。この時期に毛や爪のヒ素の検査を行っても無意味である。初期には唇や口腔内の色素沈着がみられることがある。発癌以外の長期毒性としては、肝障害（黄疸や肝硬変）、末梢血管障害（四肢末端のチアノーゼやレイノー現象、四肢末端の切断など）、烏脚病（blackfoot disease; 黒色になる壊疽の一種、台湾で地方的に発生）、貧血（ヘム生合成障害による）などがある。癌などはただちに発生するわけではないから、その前に皮膚の変化で診断することが重要で、診察には皮膚科医の参加が必須である。
WHOは飲料水のヒ素レベルの上限として、0.01 mg/L (10 ppb) を推奨している。この値は、WHO水質基準ガイドライン公開時の検出限界に基づいて定められた。最近の報告によると、この基準値よりも遥かに低い濃度（例えば0.00017 mg/L (0.17 ppb) ）であっても、長期間飲用するとヒ素中毒を起こすという。ヒ素の発癌性については、複数の根拠がある。但し、国によっては井戸水の砒素濃度を50ppbで飲用可としている。

### 慢性ヒ素中毒の例
第三世界諸国ではヒ素中毒が様々な問題を引き起こしている。硫砒鉄鉱を含む、地学的に新しい河成堆積物からヒ素が溶け出し、地下水を汚染していることがある。この問題は特にバングラデシュで深刻である。バングラデシュの国民の大多数は土地を所有せず、あるいは洪水の危険が高い低湿地に住んでおり、衛生状態はきわめて悪く、水を媒介として、コレラや赤痢などがたびたび流行している。こうした状況を改善するため、国際機関が活動を行い、特に飲用水の衛生状態の改善のため、井戸の整備を独立後に進めてきたが、多くの井戸が元来地層中に存在したヒ素に高濃度に汚染され、新たな問題となっている。全土の44%、5300万人が発癌を含むヒ素中毒の危険にさらされていると考えられている。この原因は1970年代以降に作られた掘り抜き井戸が河成堆積物層から水を得ていることによる。WHOの基準値は10 ppb以下であるのに対し、この井戸水の濃度はその1000万倍にも達する場合がある。
ドイツ、フランス、イタリアでは、ぶどう栽培に砒素を含む殺虫剤により、ぶどう酒を大量に飲む人々の間で発生したことは有名である。
特殊な場合、毒ガスの製造所や、兵器としての毒物を廃棄した場所に発生することがある。かつては梅毒治療薬としてサルバルサンなどヒ素を含む製剤が使われていたが、医薬品としてのヒ素からは比較的報告は少ない。
ダートマス大学の薬理学・毒物学名誉教授のロジャー・スミス(Roger Smith)は 　、人為的では無いものの、ニューハンプシャーでも井戸水のヒ素汚染が起こっていることを確認した。低濃度であっても慢性的にヒ素を摂取しつづけるとバングラデシュの場合と同様の危険性がある。

#### 日本における発生例
日本では、島根県笹ヶ谷鉱山の公害や宮崎県の土呂久鉱山周辺における土呂久砒素公害などで、鉱業従事者や付近住民への健康被害が公害として問題となった。飲用水の汚染による場合が多いが、耳鼻科的症状もあり、工場稼働時の煙害も考えられている。ヒ素混入による公害としては森永ヒ素ミルク中毒事件が有名である。最初は急性ヒ素中毒であったが、現在では慢性ヒ素中毒の症状を呈している。

## 意図的な中毒
紀元8世紀にアラビアの錬金術師、ジャービル・イブン＝ハイヤーンがはじめて三酸化ヒ素を合成した。これは白色無味無臭の粉末で、当時は最強の毒薬とみなされていた。当時の科学水準では死体から痕跡を発見できなかったからである。
中世からルネサンス期にかけて、ヒ素は殺人手段としてよく用いられた。なかでも、ボルジア家などイタリアの支配階級の間で瀕用された。トッファナ水(en:Aqua Tofana)は17世紀に北部イタリアで用いられた美白用化粧水であるが、その毒性から暗殺用にも転用された。これによる中毒はありふれた病気だったコレラと症状が似ているため、毒殺が露見せずに終わることも多かった。19世紀には、「inheritance powder （相続薬）」というあだ名も付けられた。遺産相続を早めたり確実にするため、待ちきれない子孫が親族を殺すのに使うという評判だったからである。吸血鬼伝説のモデルとも言われるバートリ・エルジェーベトにも、恋人をヒ素中毒にさせた疑いがある。最初の夫に不倫をされたので、今度は恋人が自分から離れられないようにしたかったらしい。
古代の韓国、特に李氏朝鮮で、ヒ素-硫黄化合物は賜藥の主要成分として使われた。これは毒薬で、高級官僚や王族を死刑に処すために用いられた。処刑されたのが社会的・政治的に著名な人間であったため、朝鮮王朝実録などに記録がたくさん残っている。また、劇的なところが向いているため、テレビの時代劇で描かれることも少なくない。
2003年4月27日、メイン州ニュースウェーデンのGustaf Adolph Lutheran協会で、16人が休憩時間のあと体調不良を訴えた。うち一人は、まもなく死亡した。捜査で、コーヒーに大量のヒ素化合物が混ざっていたことが分かった。 クリスチン・エレン・ヤング(Christine Ellen Young)が2005年に A Bitter Brewを出版した時点では、誰も公訴を受けていない。一方、ディスカバリーチャンネルによれば、ダニエル・ボンデソン(Daniel Bondeson)なる男が農場で胸を撃って自殺を図った時には自分が犯人であるというメモを残していたという。彼は手術中に死亡した。
推理小説には、ヒ素中毒がしばしば登場する。しかし悲惨な症状は描写されていないことが多い。
科学技術の発展とともに分析技術は発展し、今日では人体から容易にヒ素の暴露量を測定できる。また、ヒ素中毒はその痕跡が残り易い。そのため、現代において毒殺用としてのヒ素化合物は愚者の毒物と呼ばれる。

## 被害者とされる人物・動物
歴史を紐解くと、事故あるいは故意のヒ素中毒によって病気を起こしたり死亡した（と考えられている）著名人、動物がたくさんいる。

### ジョージ3世
イギリスのジョージ3世 (1738 - 1820) は在位中、健康問題に苦しんだ。間欠的に肉体的・精神的な発作がおき、そのため公務を休むことも5回あった。彼の精神異常と他の身体所見は、遺伝病であるポルフィリン症の特徴に一致するという説が1969年に現れた。彼の家系には同じ症状を持つものが何人もいた。その上、2004年に王の遺髪を分析したところ、高濃度のヒ素が検出された。ヒ素はこの種の症状を引き起こす。 医学雑誌ランセットの2005年の記事 は、ヒ素は王を治療するために投与されたアンチモンに混入していたのではないかとしている。ヒ素とアンチモンは同じ場所に産出することが多い上、当時の精製技術ではアンチモンからヒ素を取り除くのは困難だった。

### ナポレオン・ボナパルト
ナポレオン・ボナパルト (1769 - 1821) は セントヘレナ島に幽閉されている間にヒ素中毒になり、そのせいで死んだという説がある。
遺髪の分析によれば、通常量の13倍のヒ素が検出された。これについてはナポレオンの政敵による謀殺説が持ち上がったものの、壁紙の顔料として使用されたオルト亜ヒ酸銅(en:copper arsenite) に由来するものとの説もある。この疑惑については壁紙の試料が無いため真相は不明である。
また、ナポレオンの遺体はパリにある現在の墓所に移される前、20年間もヘレナ島に埋められていた。その時にヒ素が土壌から遺体へ移行した可能性もある。当時はヒ素が汎用されていたため、ナポレオンが自然にこれだけの量を摂取したことも考えられる。

### Charles Francis Hall
アメリカの探検家チャールズ・フランシス・ホール(Charles Francis Hall) (en:Charles Francis Hall) (1821-1871) は、三度目の北極旅行中、ポラリス号(en) 上で突然死亡した。ソリの探検から帰還し、船でコーヒーを一杯飲んだあと強い吐き気に襲われた彼は、「発作」と記録されているように崩れ落ちた。一週間にわたる吐き気と錯乱のあと、数日は持ち直したように見えた。船の乗組員を非難し、とくに永らく不和であった船医エミール・ベッセルス(Emil Bessels)に毒を盛られたと訴えた。まもなく同じ症状が再発し、死亡した。遺体は陸上に埋葬された。探検隊の帰国後、合衆国海軍は調査の結果ホールの死因を脳卒中だと考えた。
その後1968年にホールの伝記を執筆していたダートマス大学のカウンシー・C・ルーミス(Chauncey C. Loomis)がグリーンランドでホールの遺体を掘り出した。永久凍土のため、遺体と遺体を包む旗布や棺桶の保存状態はきわめて良好だった。骨、爪、毛髪の標本から、ホールは死の二週間前に多量のヒ素を摂取し、これが死因であることが分かった。ヒ素中毒の症状は、探検隊の同僚が伝えた症状と合致している。ホールが使っていた民間療法薬にヒ素が含まれていた可能性もあるが、ベッセルス医師など同僚に毒殺された疑いが強い。

### 霍元甲
霍元甲は、中国の格闘家である。1910年に中国と中国人を「アジアの毒」と訴える日本人と戦ったとき、ヒ素を盛られたという噂があった。しかし、彼の死因は中毒ではなく、持病の肝硬変とされる。

### Clare Boothe Luce
ヒ素中毒の新しい例としては、1953年から1956年に渡ってイタリアでアメリカ大使を務めた en:Clare Boothe Luce (1903 - 1987) がいる。死因そのものはヒ素中毒ではないが、生前は徐々に悪化する様々な身体症状・精神症状に苦しめられた。そして、寝室の天井の古い塗装が剥がれかけており、そこに含まれたヒ素が原因だと診断された。大使館の食堂の天井から剥がれた塗料が、食事に混入したせいだという説もある。

### 印象派の画家
パリスグリーン(en、日本では花緑青とも)は印象派の画家に愛用された色素だが、ヒ素を含有する。ポール・セザンヌは重度の糖尿病を発症したが、これはヒ素中毒の症状でもある。クロード・モネの失明や フィンセント・ファン・ゴッホの神経症状も、この色素が一因である可能性がある。しかし、その他の日用品による中毒の可能性もある。例えば蒸留酒やアプサン、鉛を含有する色素、水銀を含む色素であるバーミリオン、テレビン油などの溶媒が考えられる。

### 競走馬 ファーラップ
ファーラップは、概して成功を収めたオーストラリアの有名な競走馬である。1932年の死から75年を経た2007年になって、ファーラップは死の前に大量のヒ素を摂取していたことが法医学者によって明らかにされた。